# Henri Rust
Henri (Han, Henry) Rust (1906 - Parijs, 1996) was een filmeditor uit Nederland die tussen 1930 en 1977 circa 34 films heeft gemonteerd. Hij woonde in Nederland, Berlijn en Parijs, waar hij zijn laatste jaren sleet.

## Filmoverzicht
Rust heeft overwegend Franse films gemonteerd, maar ook een aantal Nederlandse.
- 1977 - La Bible (documentaire)
- 1974 - La Merveilleuse Visite
- 1972 - Bonaparte et la Révolution (bewerking van Napoléon uit 1927)
- 1971 - Les Assassins de l'ordre
- 1969 - Ballade pour un chien
- 1968 - Les Jeunes Loups
- 1967 - Johnny Banco
- 1966 - Bezeten - Het gat in de muur
- 1965 - Trois chambres à Manhattan
- 1963 - Germinal
- 1961 - Het mes
- 1960 - Makkers, staakt uw wild geraas
- 1960 - Terrain vague
- 1958 - La tempesta
- 1958 - Moutarde van Sonaansee
- 1957 - Bonjour jeunesse
- 1956 - Gervaise
- 1955 - Les hussards
- 1954 - L'Air de Paris
- 1954 - La Rage au corps
- 1953 - Thérèse Raquin
- 1953 - Le Salaire de la peur
- 1952 - La Fille au fouet
- 1952 - Das Geheimnis vom Bergsee
- 1951 - Passion
- 1945 - Les Enfants du paradis
- 1943 - Les Roquevillard
- 1942 - Les Visiteurs du soir
- 1937 - The Woman I Love
- 1937 - Tovarich
- 1936 - La Porte du large
- 1936 - Mayerling
- 1935 - L'Équipage
- 1935 - Tovarich (1935)
- 1934 - Malle gevallen (als Han Rust)
- 1933 - Sleeping Car (als Han Rust)
- 1932 - Le Chant du marin
- 1931 - Die Dreigroschenoper